# Sarah Jane Morris (herečka)
Sarah Jane Morris (nar. 12. dubna 1977 v Memphisu ve státě Tennessee v USA) je americká filmová a divadelní herečka a také producentka a režisérka. Z televizních obrazovek je nejvíce známá jako Julia Ridgeová z amerického dramatického seriálu Bratři a sestry.

## Život a kariéra
Vyrůstala ve svém rodném městě Memphisu s rodiči Janie (sociální pracovnice) a Walkerem (pilot) a 3 staršími sourozenci. Vystudovala Southern Methodist University v Dallasu a poté se přestěhovala do Los Angeles, aby započala svou uměleckou kariéru a velice rychle obdržela seriózní nabídky na účast v mnoha televizních seriálech. Od roku 2009 je navíc členkou sdružení herců, režisérů, producentů, spisovatelů a dramatiků Echo Theatre Company, kde ji doporučil John Pyper-Ferguson, se kterým se seznámila během natáčení seriálu Bratři a sestry v roce 2006.
Kariéru herečky začala v roce 1998, kdy získala roli Zoe Webbové v seriálu Felicity. V roce 2000 se ve vedlejší roli objevila v americké hudební komedii Divoké kočky, o tři roky později – v roce 2003 – pak v oblíbeném seriálu Odložené případy. V roce 2006 se stala jednou z hlavních postav – Juliou Ridgeovou – v již zmiňovaném a veleúspěšném americkém seriálu Bratři a sestry. S Willem Smithem si zahrála v dramatickém celovečerním snímku Sedm životů z roku 2008. V thrilleru Willed to Kill (2012) obdržela titulní roli Karyn Mitchellové, zvláštní agentky bostonské policie, jež má za úkol zastavit nebezpečného sériového vraha.
19. února 2005 se provdala za bubeníka a zpěváka americké rockové skupiny Rooney, herce a modela Neda Browera, se kterým se seznámila na univerzitě. 24. ledna 2010 se jim narodil syn Emmet Andrew Brower.

## Filmografie

### Filmy
| Rok  | Název seriálu (Originální název) | Postava           | Poznámky                     |
| ---- | -------------------------------- | ----------------- | ---------------------------- |
| 2000 | Divoké kočky (Coyote Ugly)       | Dívka na oslavě   |                              |
| 2005 | Zpátky do školy (Underclassman)  | Jamie             |                              |
| 2007 | Look (Look)                      | Courtney          |                              |
| 2008 | Sedm životů (Seven Pounds)       | Susan             |                              |
| 2009 | Seeds (Seeds)                    | Vivian            | (krátkometrážní)             |
| 2010 | Odds (The Odds)                  | Jenny LaSalleyová |                              |
| 2010 | 6 Months Rule (6 Months Rule)    | Beth              |                              |
| 2012 | Eden (Eden)                      | Sarah Whitakerová | (krátkometrážní)             |
| 2012 | Willed to Kill (Willed to Kill)  | Karyn Mitchellová |                              |
| 2012 | Stakeout (Stakeout)              |                   | (krátkometrážní) Producentka |

### TV seriály
| Rok       | Název seriálu (Originální název)                                | Postava            | Poznámky    |
| --------- | --------------------------------------------------------------- | ------------------ | ----------- |
| 1998      | Felicity (Felicity)                                             | Zoe Webbová        | (8 epizod)  |
| 2001      | Bostonská střední (Boston Public)                               | Sally Barnesová    | (2 epizody) |
| 2001      | Murder in Small Town X (Murder in Small Town X)                 | Abigail Flintová   |             |
| 2001      | Černý anděl (Dark Angel)                                        | X6 / Ralph         | (1 epizoda) |
| 2001      | Kolej, základ života (Undeclared)                               | Jana               | (2 epizody) |
| 2001      | Undressed (Undressed)                                           | Paula              |             |
| 2002      | First Monday (First Monday)                                     | Brittany Kantová   | (1 epizoda) |
| 2003      | Ed (Ed)                                                         | Stacie             | (1 epizoda) |
| 2005      | Odložené případy (Cold Case)                                    | Amy Lindová        | (1 epizoda) |
| 2006      | Windfall (Windfall)                                             | Zoe Reidaová       | (4 epizody) |
| 2006      | Bratři a sestry (Brothers & Sisters)                            | Julia Ridgeová     | (65 epizod) |
| 2008      | Zákon a pořádek: Zločinné úmysly (Law & Order: Criminal Intent) | Marla Reynoldsová  | (1 epizoda) |
| 2009      | Posel ztracených duší (Ghost Whisperer)                         | Caroline Mayhewová | (1 epizoda) |
| 2011–2012 | Námořní vyšetřovací služba (NCIS)                               | Erica Barrettová   | (7 epizod)  |
| 2012      | Castle na zabití (Castle)                                       | Leslie Morganová   | (1 epizoda) |
| 2013      | Tělo jako důkaz (Body of Proof)                                 | Pamela Jacksová    | (1 epizoda) |
| 2014      | Occult (Occult)                                                 | Rebekah Dolanová   | (4 epizody) |